# Banggaiöarna
Banggaiöarna (indonesiska: Kepulauan Banggai) är en ögrupp i Molucksjön, Indonesien.
Ögruppen skiljs från Sulawesi genom Pelengsundet. De viktigaste öarna är Peleng, Banggai och Labobo. Öarna är uppbyggda av kalksten. Tidigare var de viktiga producenter av ebenholts.